# Diogo da Silva

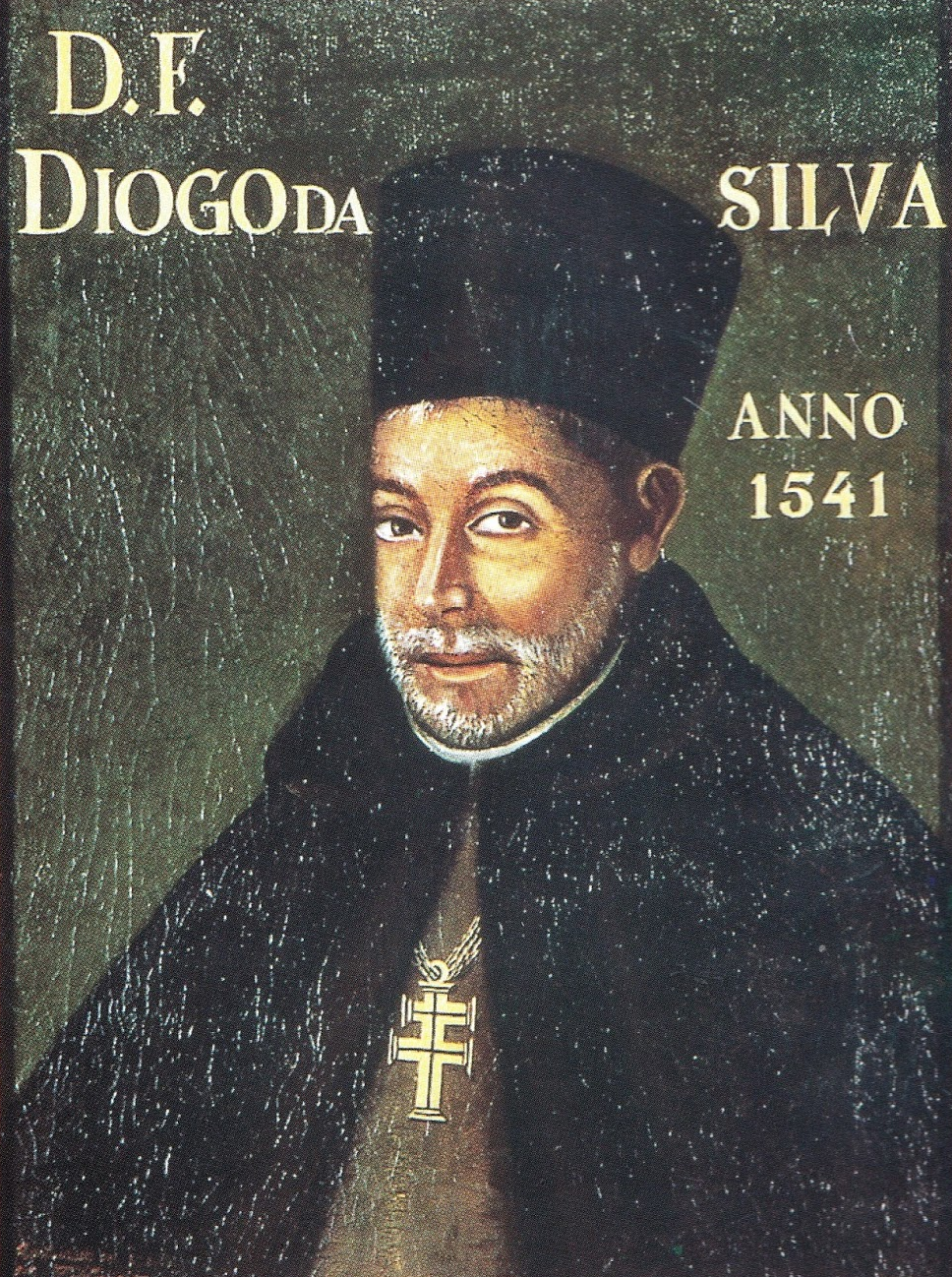
Retrato de D. Diogo da Silva na Galeria dos Arcebispos de Braga

Diogo da Silva foi um clérigo português.

## Biografia
D. Frei Diogo da Silva foi o primeiro inquisidor-mor do Reino de Portugal. Nomeou um conselho para o coadjuvar, composto por quatro membros. Este Conselho, do Santo Ofício de 1536 foi a pré-figuração do Conselho Geral do Santo Ofício criado pelo cardeal D. Henrique em 1569 e que teve regimento em 1570. Entre as suas competências, salienta-se: a visita aos tribunais dos distritos inquisitoriais para verificar a actuação dos inquisidores, promotores e funcionários subalternos, o cumprimento das ordens, a situação dos cárceres. Competia-lhe a apreciação e despacho às diligências dos habilitados a ministros e familiares do Santo Ofício, julgar a apelação das sentenças proferidas pelos tribunais de distrito, a concessão de perdão e a comutação de penas, a censura literária para impedir que entrassem no país livros heréticos; a publicação de índices expurgatórios; as licenças para impressão.